# Луций Фуфий
Луций Фуфий (на латински: Lucius Fufius) е политик на Римската република от началото на 1 век пр.н.е. по време на Съюзническата война. Произлиза от плебейската фамилия Фуфии от Калес в Кампания.
През 91 г. пр.н.е. или 90 г. пр.н.е. е народен трибун. През 91 г. пр.н.е. консули са Секст Юлий Цезар III и Марций Филип, а през 90 г. пр.н.е. консули са Луций Юлий Цезар III и Публий Рутилий Луп.